# Kalev Ermits
Kalev Ermits (* 19. September 1992 in Tartu) ist ein estnischer Skilangläufer, ehemaliger Biathlet und heutiger Biathlontrainer. Er gab 2012 sein Debüt im Biathlon-Weltcup und gehörte in den folgenden Jahren dauerhaft zur Nationalmannschaft. Insgesamt nahm Ermits an sechs Weltmeisterschaften und drei Olympischen Spielen teil.

## Sportliche Laufbahn

### Anfänge und erste Olympische Spiele
Kalev Ermits besuchte das Muonio Ski College. Sein internationales Debüt gab er bei den Jugendweltmeisterschaften 2011 in Nové Město na Moravě, wo er 46. des Sprints, 56. der Verfolgung, 68. des Einzels und 18. mit der Staffel der älteren Jahrgänge wurde. Auch 2012 und 2013 nahm er an diesen Meisterschaften teil und erzielte als Bestergebnisse in beiden Jahren Rang 14 im Einzel sowie Rang neun mit Jaan Koolmeister, Jan Treier und Kermo Sikk, 2013 in Obertilliach. Zum Auftakt der Saison 2012/13 debütierte Ermits in Idre im IBU-Cup der Männer und wurde 44. des Sprints. Daraufhin gab er im Januar 2013 in Oberhof seinen Einstand im Weltcup, wo er auf den 87. Rang im Sprint lief und mit der Staffel Estlands überrundeter 23. wurde. Ein Jahr später lief er mit einem durchaus überraschenden 13. Rang, erneut in Idre, erstmals in die Punkteränge im IBU-Cup. Nach dem Jahreswechsel war der Este damit erneut Teil des Weltcupteams und erreichte Mitte Januar 2014 in Ruhpolding nach Rang 51 im Einzel – wonach die Zeitrückstände halbiert worden waren – sein erstes Verfolgungsrennen auf der höchsten Rennebene. Erster Höhepunkt der Karriere wurden schließlich die Olympischen Winterspiele 2014 in Sotschi, wo er 70. des Einzels und mit Daniil Steptšenko, Kauri Kõiv und Roland Lessing 17. im Staffelrennen wurde.

### Regelmäßige Starts im Weltcup
In der Saison 2014/15 erreichte Ermits beim Sprint von Nové Město na Moravě als 30. erstmals die Punkteränge im Weltcup. Im Sprint von Oslo konnte er sich noch einmal verbessern und erreichte mit einem Fehlschuss den 20. Rang. Außerdem gelang ihm mit der Staffel in Oberhof Rang 10 und damit sein erstes Top-10-Ergebnis. Der Este beendete die Saison mit dem 40. Platz im Einzel und einem 15. Platz in der Staffel bei den Weltmeisterschaften 2015 in Kontiolahti, die gleichzeitig seine ersten Weltmeisterschaften bei den Erwachsenen waren. Die folgende Saison begann für ihn eher mäßig, im ersten Trimester vor dem Jahreswechsel bildete ein 46. Rang in der Verfolgung von Hochfilzen sein bestes Saisonresultat. Bei den Rennen in Nordamerika im Februar 2016 konnte Ermits hingegen dank einer fehlerfreien Leistung am Schießstand im Sprint im amerikanischen Presque Isle als 19. sein bestes Karriereresultat erreichen und dies in der anschließenden Verfolgung sogar noch auf Platz elf verbessern, wobei er seine erste Top-10-Platzierung nur um weniger als zehn Sekunden verpasste. Gleichzeitig blieb dieser elfte Rang sein persönliches Bestergebnis im Weltcup. Bei seinen zweiten Weltmeisterschaften, 2016 in Oslo, kam Ermits in Sprint, Staffel und Mixedstaffel zum Einsatz. Überzeugen konnte der Este bei den Sommerbiathlon-Weltmeisterschaften 2016, in deren Rahmen er die Ränge 6 und 7 in Sprint und Verfolgung erreichte.
Auch im Winter 2016/17 kam Ermits im Weltcup zum Einsatz, allerdings startete er lediglich bei neun Rennen, zwei davon im Rahmen der Weltmeisterschaften 2017 in Hochfilzen mit Starts in Sprint (78.) und Staffel (21.). Im Winter 2017/18 begann er zunächst mit Einsätzen im IBU-Cup in Sjusjøen, bei denen er unter anderem 10. im ersten Sprint wurde. Anschließend ging Ermits wieder im Weltcup an den Start und erzielte im letzten Sprint vor Weihnachten im französischen Le Grand-Bornand mit Rang 14 sein bestes Saison- und zweitbestes Karriereresultat. Im Februar 2018 ging er zum zweiten Mal bei Olympischen Winterspielen an den Start. Mit dem 36. Rang im Sprint, dem 41. Platz in der anschließenden Verfolgung sowie Platz 32 im Einzelwettkampf erreichte der 25-Jährige gute Ergebnisse bei den Wettkämpfen in Südkorea. In der Staffel wurde er an zweiter Position laufend gemeinsam mit Rene Zahkna, Roland Lessing und Kauri Kõiv 13. In der Saison 2018/19 beendete er neun Rennen in den Punkterängen, was am Ende der Saison den 60. Platz im Gesamtweltcup zur Folge hatte, sein bestes Ergebnis in dieser Wertung im Verlauf der Karriere. Die beiden besten Resultate des Winters erreichte Ermits jeweils in einem Sprint mit dem 25. Rang in Nové Město na Moravě und zum Saisonabschluss in Oslo. Außerdem erreichte er mit der estnischen Mixedstaffel um Ermits, Martin Remmelg, Tuuli Tomingas und Johanna Talihärm in Soldier Hollow den achten Platz.

### Stagnierende Ergebnisse und dritte Olympiateilnahme
Die Saison 2019/20 verlief für Ermits nicht ansatzweise so erfolgreich wie die vorherige. Mit Platz 35 im Sprint in Kontiolahti am Saisonende erreichte er nur ein einziges Mal die Punkteränge. Auch keines der Staffelrennen konnte er mit seinen Teamkollegen unter den besten Zehn beenden. Bei den Europameisterschaften lief er mit der Mixedstaffel auf Rang sechs, wobei drei durch Ermits verursachte Strafrunden das Team aus den Medaillenrängen stieß. Zum Beginn des Winters 2020/21 startete Ermits wie gewohnt im Weltcup, kam aber im gesamten Winter lediglich auf einen einzigen Weltcuppunkt, den er beim saisoneröffnenden Einzel in Kontiolahti ergatterte. Negativer Höhepunkt der Saison wurden die Weltmeisterschaften, bei welchen er in Einzel und Sprint nur 93. und 91. wurde.
Im Januar 2022 lief Ermits nach langer Zeit und nach erneut schwachem Saisonbeginn wieder unter die Top 20 in einem Weltcuprennen, als er in Ruhpolding mit fehlerfreier Schießleistung Rang 19 erreichte. Im zugehörigen Verfolger verfiel er jedoch wieder in alte Muster, verfehlte acht Scheiben und kam auf Rang 53 ins Ziel. Im folgenden Februar wurde der Este für seine dritten Olympischen Spiele nominiert, kam in Peking aber nicht über die Ränge 78 und 88 sowie Platz 15 mit Rene Zahkhna, Kristo Siimer und Raido Ränkel im Staffelbewerb hinaus. Nach Ende der Saison gab er Ende März 2022 im Rahmen der estnischen Meisterschaften im Alter von 29 Jahren seinen Rücktritt vom Leistungssport bekannt. Seit 2023 gehört er zum erweiterten Trainingsstab der estnischen Mannschaft, mittlerweile ist er Cheftrainer des Nachwuchsteams und führte unter anderem Jakob Kulbin zur Silbermedaille im Massenstart bei den Jugendweltmeisterschaften 2024.

### Comeback im Skilanglauf
Im Skilanglauf trat Ermits seit 2012 international an. In FIS-Rennen, dem Scandinavian Cup und nationalen Rennen erreichte er jedoch keine nennenswerten Ergebnisse. Im August 2022, wenige Monate nach seinem Karriereende, nahm er erstmals am Rollerski-Weltcup teil und wurde immerhin Achter des Sprints. Seine ersten Medaillen gewann der Este daraufhin im Rahmen der nationalen Meisterschaften 2023, bei denen er hinter Kaarel Kasper Kõrge die Silbermedaille über 15 Kilometer und zudem Bronze im Sprint gewann. Den Tamsalu-Neeruti Maraton, ein Event der Worldloppet-Tour, konnte er im gleichen Jahr für sich entscheiden. Seinen ersten estnischen Meistertitel erreichte er im Januar 2025, als er vor Anders Veerpalu und Marko Kilp den Freistilsprint gewinnen konnte.

## Leistungen in den Teildisziplinen
Ermits war über die gesamte Laufzeit seiner Karriere ein besserer Läufer als Schütze. Dabei hielt er seine Trefferquote relativ konstant bei etwa 75 %, wobei gerade das Liegendschießen – in einigen Saisons lag die Quote bei unter 70 % – ein Problem darstellte. Im läuferischen Bereich war er durchgehend etwas langsamer als der Durchschnittsathlet, sein Bestwert datiert hier mit etwa 0,6 Prozent Plus aus seinem erfolgreichsten Winter 2018/19.

## Persönliches
Im Mai 2022 heiratete Ermits die estnische Biathletin Regina Oja.

## Statistiken

### Weltcupplatzierungen
Die Tabelle zeigt alle Platzierungen (je nach Austragungsjahr einschließlich Olympische Spiele und Weltmeisterschaften).
- 1.–3. Platz: Anzahl der Podiumsplatzierungen
- Top 10: Anzahl der Platzierungen unter den ersten zehn (einschließlich Podium)
- Punkteränge: Anzahl der Platzierungen innerhalb der Punkteränge (einschließlich Podium und Top 10)
- Starts: Anzahl gelaufener Rennen in der jeweiligen Disziplin
- Staffel: inklusive Mixed- und Single-Mixed-Staffeln

| Platzierung         | Einzel | Sprint | Verfolgung | Massenstart | Staffel | Gesamt |
| ------------------- | ------ | ------ | ---------- | ----------- | ------- | ------ |
| 1. Platz            |        |        |            |             |         |        |
| 2. Platz            |        |        |            |             |         |        |
| 3. Platz            |        |        |            |             |         |        |
| Top 10              |        |        |            |             | 3       | 3      |
| Punkteränge         | 4      | 8      | 5          |             | 55      | 72     |
| Starts              | 16     | 58     | 19         |             | 55      | 148    |
| Stand: Karriereende |        |        |            |             |         |        |

### Weltcupwertungen
Ergebnisse bei Biathlon-Weltcups (Disziplinen- und Gesamtweltcup) gemäß Punktesystem
| Saison  | Einzel | Einzel | Sprint | Sprint | Verfolgung | Verfolgung | Massenstart | Massenstart | Gesamt | Gesamt |
| Saison  | Platz  | Punkte | Platz  | Punkte | Platz      | Punkte     | Platz       | Punkte      | Platz  | Punkte |
| ------- | ------ | ------ | ------ | ------ | ---------- | ---------- | ----------- | ----------- | ------ | ------ |
| 2014/15 | 68.    | 2      | 59.    | 32     | –          | –          | –           | –           | 70.    | 34     |
| 2015/16 | –      | –      | 67.    | 22     | 53.        | 30         | –           | –           | 63.    | 52     |
| 2017/18 | –      | –      | 61.    | 27     | 60.        | 14         | –           | –           | 62.    | 41     |
| 2018/19 | 67.    | 6      | 55.    | 32     | 61.        | 16         | –           | –           | 60.    | 54     |
| 2019/20 | –      | –      | 77.    | 6      | –          | –          | –           | –           | 88.    | 6      |
| 2020/21 | 65.    | 1      | –      | –      | –          | –          | –           | –           | 99.    | 1      |
| 2021/22 | –      | –      | 66.    | 22     | –          | –          | –           | –           | 81.    | 22     |

### Olympische Winterspiele
Ergebnisse bei Olympischen Winterspielen:
|                                             | Einzelwettbewerbe | Einzelwettbewerbe | Einzelwettbewerbe | Einzelwettbewerbe | Staffelwettbewerbe | Staffelwettbewerbe |
| Einzel                                      | Sprint            | Verfolgung        | Massenstart       | Herrenstaffel     | Mixedstaffel       |                    |
| ------------------------------------------- | ----------------- | ----------------- | ----------------- | ----------------- | ------------------ | ------------------ |
| Olympische Winterspiele 2014 \| Sotschi     | 69.               | –                 | –                 | –                 | 17.                | –                  |
| Olympische Winterspiele 2018 \| Pyeongchang | 32.               | 36.               | 41.               | –                 | 13.                | –                  |
| Olympische Winterspiele 2022 \| Peking      | 78.               | 88.               | –                 | –                 | 15.                | –                  |

### Biathlon-Weltmeisterschaften
Ergebnisse bei Weltmeisterschaften:
| Weltmeisterschaften | Weltmeisterschaften | Einzelwettbewerbe | Einzelwettbewerbe | Einzelwettbewerbe | Einzelwettbewerbe | Staffelwettbewerbe | Staffelwettbewerbe | Staffelwettbewerbe |
| Jahr                | Ort                 | Einzel            | Sprint            | Verfolgung        | Massenstart       | Männerstaffel      | Mixedstaffel       | S.-M.-Staffel      |
| ------------------- | ------------------- | ----------------- | ----------------- | ----------------- | ----------------- | ------------------ | ------------------ | ------------------ |
| 2015                | Kontiolahti         | 40.               | 64.               | –                 | –                 | 15.                | 19.                | nicht ausgetragen  |
| 2016                | Oslo                | –                 | 63.               | –                 | –                 | 14.                | 21.                | nicht ausgetragen  |
| 2017                | Hochfilzen          | –                 | 78.               | –                 | –                 | 21.                | –                  | nicht ausgetragen  |
| 2019                | Östersund           | 38.               | 67.               | –                 | –                 | 14.                | 14.                | –                  |
| 2020                | Antholz             | 86.               | 80.               | –                 | –                 | 21.                | 15.                | –                  |
| 2021                | Pokljuka            | 93.               | 91.               | –                 | –                 | 21.                | 19.                | –                  |

### Jugend-/Juniorenweltmeisterschaften
Ermits nahm 2011 an den Jugend-, ab 2012 an den Juniorenwettkämpfen teil.
| Weltmeisterschaften | Weltmeisterschaften | Einzelwettbewerbe | Einzelwettbewerbe | Einzelwettbewerbe | Männerstaffel  |
| Jahr                | Ort                 | Einzel            | Sprint            | Verfolgung        | Männerstaffel  |
| ------------------- | ------------------- | ----------------- | ----------------- | ----------------- | -------------- |
| 2011                | Nové Město          | 68.               | 46.               | 56.               | 18. (Junioren) |
| 2012                | Kontiolahti         | 14.               | 58.               | 50.               | 15.            |
| 2013                | Obertilliach        | 14.               | 50.               | 40.               | 9.             |